# Церковь Грундтвига
Це́рковь Гру́ндтвига (дат. Grundtvigs Kirke) — лютеранская церковь, принадлежащая Народной Церкви Дании и расположенная в Копенгагене, в районе Биспебьерг (Bispebjerg). Названа в честь датского богослова, церковного деятеля и писателя Н.-Ф.-C. Грундтвига. Является одной из самых знаменитых церквей города и редчайшим примером культового сооружения, построенного в стиле экспрессионизма.

## Строительство
Конкурс проектов будущей церкви был объявлен в 1913 году; выиграл его архитектор Педер Клинт. Строительство началось только в 1921 году и продолжалось пять лет. Последние работы по отделке интерьера проводились в 1940 году под руководством Коре Клинта, сына строителя церкви.
В архитектуре храма переплетаются черты традиционных датских деревенских церквей, готики, барокко и разнообразных модернистских течений. Строительным материалом для церкви служил жёлтый кирпич (также характерная черта датской церковной архитектуры).